# Sojuz 7K-OK

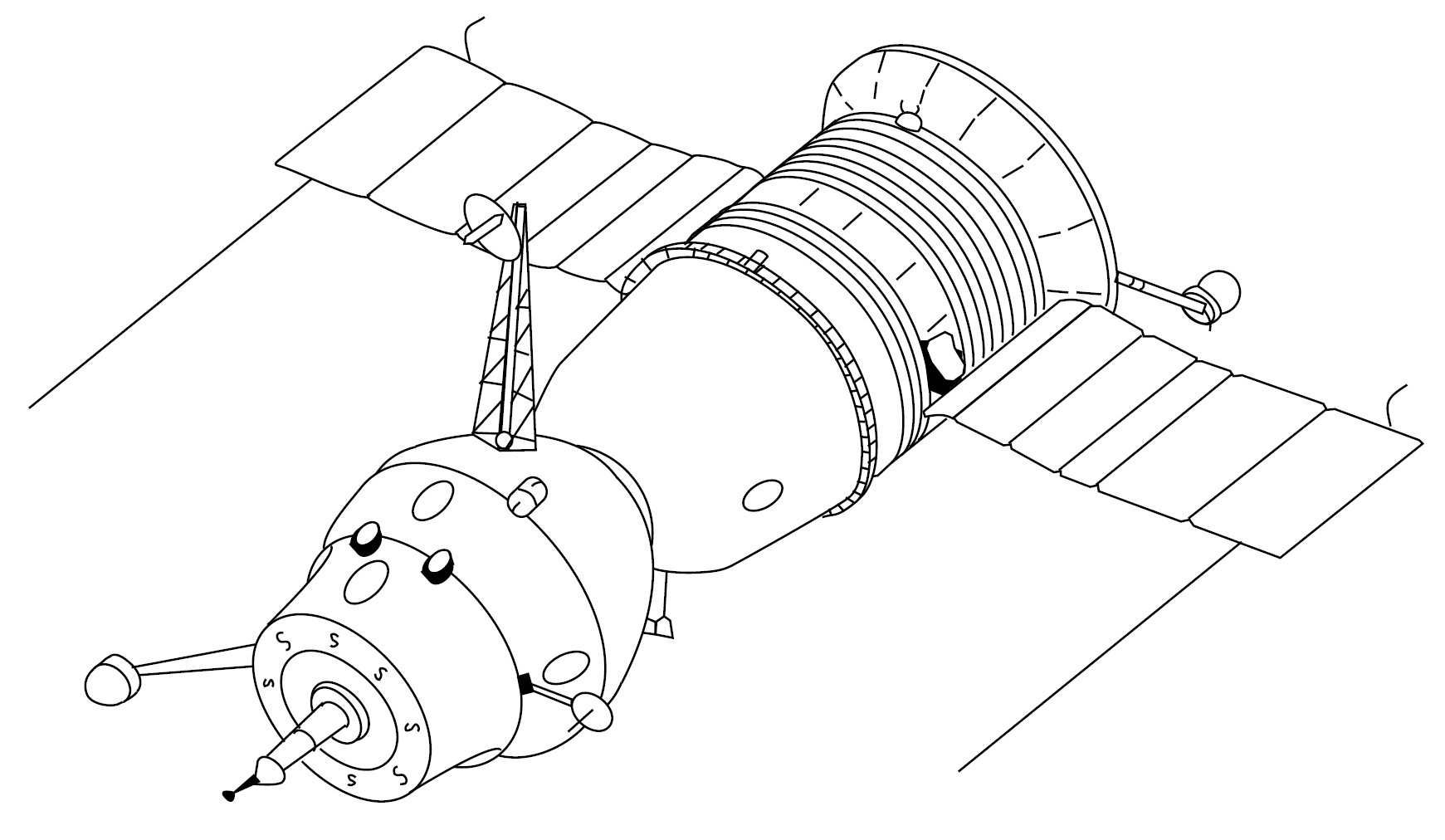
Nákres kosmické lodě Sojuz 7K-OK s aktivní dokovací jednotkou

Sojuz 7K-OK byla první verze sovětské kosmické lodě Sojuz, používaná mezi lety 1967 a 1970. Tato generace uskutečnila první lety s lidskou posádkou v nové kosmické lodi, která se používá i v roce 2016, byť modernizovaná a upravená.

## Úspěchy
Při bezpilotních testech proběhlo mezi tělesy Kosmos 186 a Kosmos 188 v roce 1967 první bezpilotní spojení mezi dvěma tělesy v historii kosmonautiky. Mezi další úspěchy patří první dokování mezi dvě pilotovanými kosmickými tělesy, konkrétně šlo o Sojuz 4 a Sojuz 5, kdy dva kosmonauti Alexej Jelisejev a Jevgenij Chrunov přestoupili ze Sojuzu 5 do Sojuzu 4. Dále nejdelší pilotovaný kosmický let jediné samostatné lodě, který uskutečnili Andrijan Nikolajev a Vitalij Sevasťjanov v Sojuzu 9 a který trval 18 dní.

## Neúspěchy
V této verzi lodě Sojuz se také zabil první kosmonaut, který zahynul při vesmírném letu, respektive při přistání. Sojuzu 1 se totiž neotevřel padák, což vedlo ke smrti kosmonauta Vladimira Komarova.

## Parametry
Sojuz 7K-OK mohl nést na palubě až tři kosmonauty, kteří ovšem museli letět bez ochranných skafandrů. Od dalších verzí Sojuzu může být tato odlišena prohnutými solárními panely. Tato verze byla také vybavena automatickým dokovacím systémem Igla, což vyžadovalo umístění speciálních radarových antén.

## Vývoj
Verze 7K-OK byla původně verzí Sojuzu LOK, určeného pro lety k Měsíci, která měla sloužit k testování na oběžné dráze Země. Na rozdíl od verze LOK neměla větší anténu nutnou ke komunikaci od Měsíce. Tato verze také měla toroidní palivovou nádrž, která ovšem při všech pilotovaných letech zůstala prázdná. Když bylo koncem 60. tet rozhodnuto, že Sojuz bude létat hlavně jako loď určená k přepravě posádek na vesmírné stanice, byla tato nádrž u pozdějších verzí počínaje verzí Sojuz 7K-OKS odstraněna.

## Dokování
Tato verze Sojuzu měla na oběžné dráze Země především testovat dokování. Proto měl Sojuz sondážní a stabilizační dokovací mechanismus určený ke spojení s ostatními tělesy na oběžné dráze s cílem shromáždit data pro pozdější sovětské vesmírné stanice. Sojuz 7K-OK měl tedy dvě varianty aktivní a pasivní. Aktivní loď se spojovala s druhou pasivní. Dokovací mechanismus Sojuzu ovšem neumožňoval přechod kosmonautů vnitřkem kosmické lodi do druhého tělesa. Kosmonauti tedy museli přestoupit do druhé lodě volným prostorem, což bylo poprvé vyzkoušeno při letu Sojuzů 4 a 5. Průchod vnitřkem umožňovala až další verze 7K-OKS.

## Kosmické lety
První bezpilotní test Kosmos 133 proběhl v listopadu 1966. První pilotovaný let Sojuz 1 v dubnu 1967, tento let ovšem skončil smrtí kosmonauta. První úspěšný pilotovaný let byl až Sojuz 3 v říjnu 1968. Poslední start této verze Sojuz 9 proběhl v roce 1970.